# Papier collé

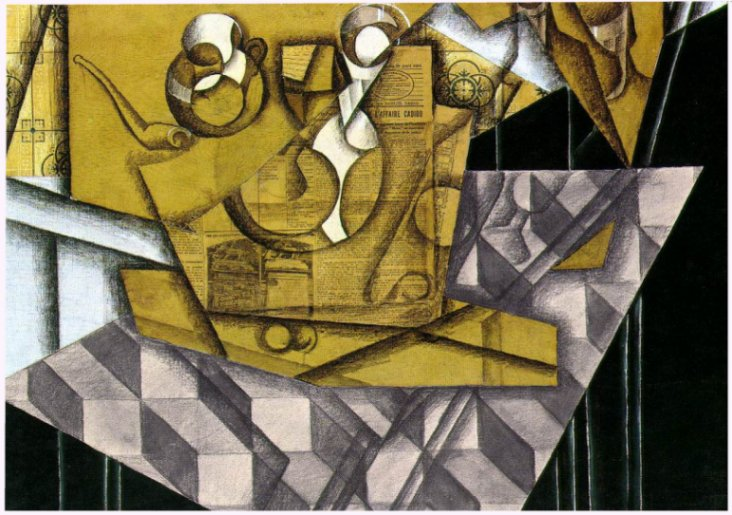
Juan Gris: Teetassen, Klebebild, Öl, Kohle, 1914

Papier collé (französisch, „geklebtes Papier“, „Klebebild“) ist eine Frühform der Collage, die von den Künstlern Georges Braque und Pablo Picasso um 1912 entwickelt wurde.
Ein erstes Bild von Braque im Jahre 1911, Le Portugais, enthielt Schrift in Form von Druckbuchstaben. 
Während anfänglich in Bildern des analytischen Kubismus, gleich dekorativen Elementen, Materialien wie Holz, Papier, Tapete noch mit malerischen Mitteln imitiert wurden, wurden sie später selbst ins Bild eingesetzt. Braque erstrebte hierbei die Betonung der Eigenständigkeit der Farbe, der Geometrie der Muster und der Maserung der Materialien, um sie abstrahierend vom Gegenstand zu lösen, indem er verschiedene farbige Tapetenstücke zusammenklebte (z. B. Obstschale und Glas, 1912). Picasso hob die Materialität der Gegenstände hervor, indem er Wachsabdrücke von Rohrgeflecht und Zeitungspapier in seine Bilder klebte und somit bisher der Kunst fremde Materialien der Alltagswelt in den Schaffensprozess integrierte und mit dem üblichen Malmaterial konfrontierte (z. B. Stillleben mit dem Rohrstuhl, 1912). Neben Materialien wie Sand, Stoff und Holz kamen auch Gebrauchsgegenstände wie Spielkarten sowie bedrucktes Verpackungsmaterial zum Einsatz.
Im Gefolge fertigte auch Juan Gris kubistische Collagen.
Die 3-D-Technik des New Yorker Künstlers James Rizzi orientiert sich technisch an Papiers collés, die zum Teil ebenfalls dreidimensional angelegt waren.
Später entwickelte Picasso seine Ideen im Bereich der Bildhauerei fort, indem er Alltagsgegenstände und kunstfremde Materialien für seine dreidimensionale Objektkunst verarbeitete.